# 斉藤楽器製作所
株式会社斉藤楽器製作所（Saito musical instruments Co., Ltd.）は、コンサートグロッケンなどの鍵盤打楽器の製造を行う日本の企業。

## 概要
1947年に創業し、1952年に株式会社へ改組。「サイトウ」もしくは「Saito」ブランドの名で、マリンバやヴィブラフォンなどの鍵盤打楽器を製造し、製品はオーケストラや吹奏楽団などで採用され、ヤマハと並んで鍵盤打楽器の主要メーカーとなった。
しかし、マリンバの音板に最適な木材であるローズウッドがワシントン条約の規制品目に指定されたことから、材料費が高騰し経営が悪化。さらに2011年7月期から赤字決算が続いていたことから、2017年11月6日に事業を停止し、東京地方裁判所立川支部へ破産を申し立て、同年11月30日に破産手続開始決定を受けた。負債総額は約5億円。斉藤楽器製作所は、2018年8月9日に法人格が消滅した。
1947年の同社創業以来、日本国内において鍵盤打楽器の一貫製造を行っていた「SAITO（サイトウ）」ブランドの存続、既存顧客への楽器保守が危ぶまれていたが、その後、野中貿易が引き継ぎ、取り扱いを行うこととなった。

## 製品
- グロッケンシュピール
- マレット

### かつて製造を手掛けていた製品
- マリンバ
- シロフォン
- ヴィブラフォン
- 立奏鉄琴